# Dinamo Kazan (volley-ball féminin)
Maillots
Le Dinamo Kazan est un club russe de volley-ball féminin fondé en 2002 et basé à Kazan (la capitale de la république du Tatarstan), évoluant pour la saison 2020-2021 en Superliga.

## Palmarès
- Championnat de Russie[3]
  - Vainqueur : 2011, 2012, 2013, 2014[4]2015[5]2020[6]
  - Finaliste : 2017, 2018[7]
- Coupe de Russie[3]
  - Vainqueur : 2010, 2012, 2016[8]2017[9]2019[10]
  - Finaliste : 2011, 2013[11]2015[12]
- Ligue des champions
  - Vainqueur : 2014[13]
- Championnat du monde des clubs
  - Vainqueur : 2014[14]
- Coupe de la CEV
  - Vainqueur : 2017[15]
- Supercoupe de Russie
  - Vainqueur : 2020[16]
  - Finaliste : 2017, 2018.

## Bilan par saison
| Saison    | Division  | Saison régulière | Phase finale | Coupe de Russie | Supercoupe de Russie | Coupes d'Europe                    |
| --------- | --------- | ---------------- | ------------ | --------------- | -------------------- | ---------------------------------- |
| 2019-2020 | Superliga | 1er              | Champion     | Vainqueur       | -                    | Coupe de la CEV non terminé        |
| 2018-2019 | Superliga | 3e               | 1/2 finale   | 3e              | Finaliste            | Poule B Ligue des champions        |
| 2017-2018 | Superliga | 1er              | Finaliste    |                 | Finaliste            | Play-offs à 6 Ligue des champions  |
| 2016-2017 | Superliga | 2e               | Finaliste    | Vainqueur       | -                    | Vainqueur Coupe de la CEV          |
| 2015-2016 | Superliga | 2e               | 4e           | Vainqueur       | -                    | 4e Ligue des champions             |
| 2014-2015 | Superliga | 1er              | Champion     | Finaliste       | -                    | Play-offs à 12 Ligue des champions |
| 2013-2014 | Superliga | 1er              | Champion     | 4e              | -                    | Vainqueur Ligue des champions      |
| 2012-2013 | Superliga | 1er              | Champion     | Finaliste       | -                    | Play-offs à 6 Ligue des champions  |
| 2011-2012 | Superliga | 1er              | Champion     | Vainqueur       | -                    | 3e Ligue des champions             |
| 2010-2011 | Superliga | 1er              | Champion     | Finaliste       | -                    | -                                  |
| 2009-2010 | Superliga | 7e               | 1/4 finale   | Vainqueur       | -                    | -                                  |

## Effectifs

### Saison 2020-2021
| No                                 | Nom                                | Date de naissance                  | Taille                         | Poids                          | Poste                          |
| ---------------------------------- | ---------------------------------- | ---------------------------------- | ------------------------------ | ------------------------------ | ------------------------------ |
| 1                                  | Milina Rakhmatoullina              | 3 octobre 2001                     | 170                            |                                | Libero                         |
| 2                                  | Anna Malova                        | 16 avril 1990                      | 175                            | 59                             | Libero                         |
| 3                                  | Olga Birioukova                    | 19 septembre 1994                  | 193                            | 74                             | Attaquante                     |
| 4                                  | Marina Maryukhnich                 | 26 novembre 1982                   | 196                            | 70                             | Centrale                       |
| 6                                  | Irina Koroliova                    | 10 avril 1991                      | 195                            | 75                             | Centrale                       |
| 7                                  | Anna Kotikova                      | 13 octobre 1999                    | 187                            | 71                             | Attaquante                     |
| 9                                  | Ielizaveta Popova                  | 7 juin 2002                        | 185                            | 63                             | Passeuse                       |
| 10                                 | Samanta Fabris                     | 8 février 1992                     | 189                            | 86                             | Attaquante                     |
| 12                                 | Samantha Bricio                    | 22 novembre 1994                   | 188                            | 58                             | Réceptionneuse-attaquante      |
| 13                                 | Ievguenia Startseva                | 12 février 1989                    | 185                            | 68                             | Passeuse                       |
| 15                                 | Arina Fedorovtseva                 | 19 janvier 2004                    | 191                            |                                | Réceptionneuse-attaquante      |
| 17                                 | Tatiana Kadotchkina                | 21 mars 2003                       | 192                            | 72                             | Réceptionneuse-attaquante      |
| 19                                 | Vita Akimova                       | 16 juillet 2002                    | 190                            |                                | Réceptionneuse-attaquante      |
| 22                                 | Taïssia Konovalova                 | 22 mai 1996                        | 188                            | 69                             | Centrale                       |
|                                    |                                    |                                    |                                |                                |                                |
| Encadrement technique              | Encadrement technique              |                                    | Légende                        | Légende                        | Légende                        |
| Entraîneur : Richat Giliazoutdinov | Entraîneur : Richat Giliazoutdinov | Entraîneur : Richat Giliazoutdinov | : Capitaine                    | : Capitaine                    | : Capitaine                    |
| Entraîneur(s) adjoint(s) :         | Entraîneur(s) adjoint(s) :         | Entraîneur(s) adjoint(s) :         | : Joueuse blessée actuellement | : Joueuse blessée actuellement | : Joueuse blessée actuellement |